# Kathryn Prescott
Kathryn Prescott (Londres, 4 de junho de 1991) em Southgate, London. É uma atriz britânica. Conhecida pela interpretação de Emily Fitch em Skins na terceira, quarta e sétima temporada. Seu mais recente trabalho foi como Carter Stevens/Linden Wilson na série Finding Carter.

## Vida pessoal e carreira
Kathryn Prescott nasceu seis minutos antes de sua irmã gêmea Megan, que atuou com ela em Skins, além disso também tem um irmão que se chama Ben. Sempre quis atuar, então começou em um grupo de sua cidade natal, e logo resolveu entrar para uma escola de teatro. Sobre música, Kat gosta de tudo um pouco, menos música indie. Em resposta à pergunta de um fã em seu site oficial, Prescott revelou que ela prefere não rotular-se a respeito de sua sexualidade. Que "os rótulos são para latas" (seguindo rumores sobre a homossexualidade de sua personagem em Skins), mas não acredita que "as pessoas são definidas por sua sexualidade", sugerindo que "isso não muda você.". Após outra pergunta, ela revelou que enquanto ela não é "estritamente" uma vegetariana, ela só é preocupada com o que ela consome de carne. Ela também não esperava tanto sucesso em Skins, por seu personagem enfrentar muitos problemas com sua parceira.
Kathryn gosta muito de psicologia. Se especializou na área e utiliza de recursos psicanalíticos como técnicas de atuação: “Quando me é entregue um script, na psicologia, é como um caso a ser estudado”. 
Além de atriz, Kat também é apaixonada por fotografia e sua primeira exibição foi em 16 de setembro de 2013 e continuou por quatro semanas na St Martin in the Fields Gallery, em Trafalgar Square. Chamada “What Makes Us Care (O Que Nos Torna Importantes)”,Ela disse“e é uma colaboração com The Big Issue e a caridade para jovens desabrigados no Centre Point, para arrecadar dinheiro e conscientização para ambas as caridades. Se trata de fotografar pessoas de rostos conhecidos, mas fazendo com que eles pareçam desamparadas e frágeis. Basicamente o questionamento é, por que nos importamos mais com alguns rostos do que com outros?”.
Ela é bastante engajada em várias causas sociais, principalmente as relacionadas aos direitos humanos.

## Filmografia
| Ano       | Filme                            | Papel            | Notas                                                |
| --------- | -------------------------------- | ---------------- | ---------------------------------------------------- |
| 2018      | Dude                             | Chloe            | Filme original Netflix                               |
| 2017      | To The Bone                      | Anna             | Filme Original Netflix                               |
| 2015      | The Doverkeepers                 | Aziza            | Mini serie de 2 episódios da CBS                     |
| 2014      | Finding Carter                   | Carter           | série de televisão, protagonista                     |
| 2014      | Reign                            | Penelope         | série de televisão, 1x16 – Monsters                  |
| 2013      | Being Human (telessérie de 2011) | Natasha          | série de televisão, participação especial            |
| 2013      | Skins                            | Emily Fitch      | série de televisão, protagonista                     |
| 2012      | Bedlam                           | Cass             | série de televisão, 2x02                             |
| 2012      | Casualty                         | Ruby Beale       | série de televisão, 26×17 – Duty of Care             |
| 2011      | Counting Backwards               | Kelly            | curta metragem                                       |
| 2011      | Lee Nelson's Well Good Show      | garota gravida   | série de televisão, 2x02                             |
| 2011      | Monroe                           | Jennifer         | série de televisão, 1x04                             |
| 2009–2010 | Skins                            | Emily Fitch      | série de televisão, elenco principal                 |
| 2008      | Doctors                          | Charlotte Wilcox | série de televisão, 10×63 – Dare, Double Dare, Truth |